# China Anne McClain

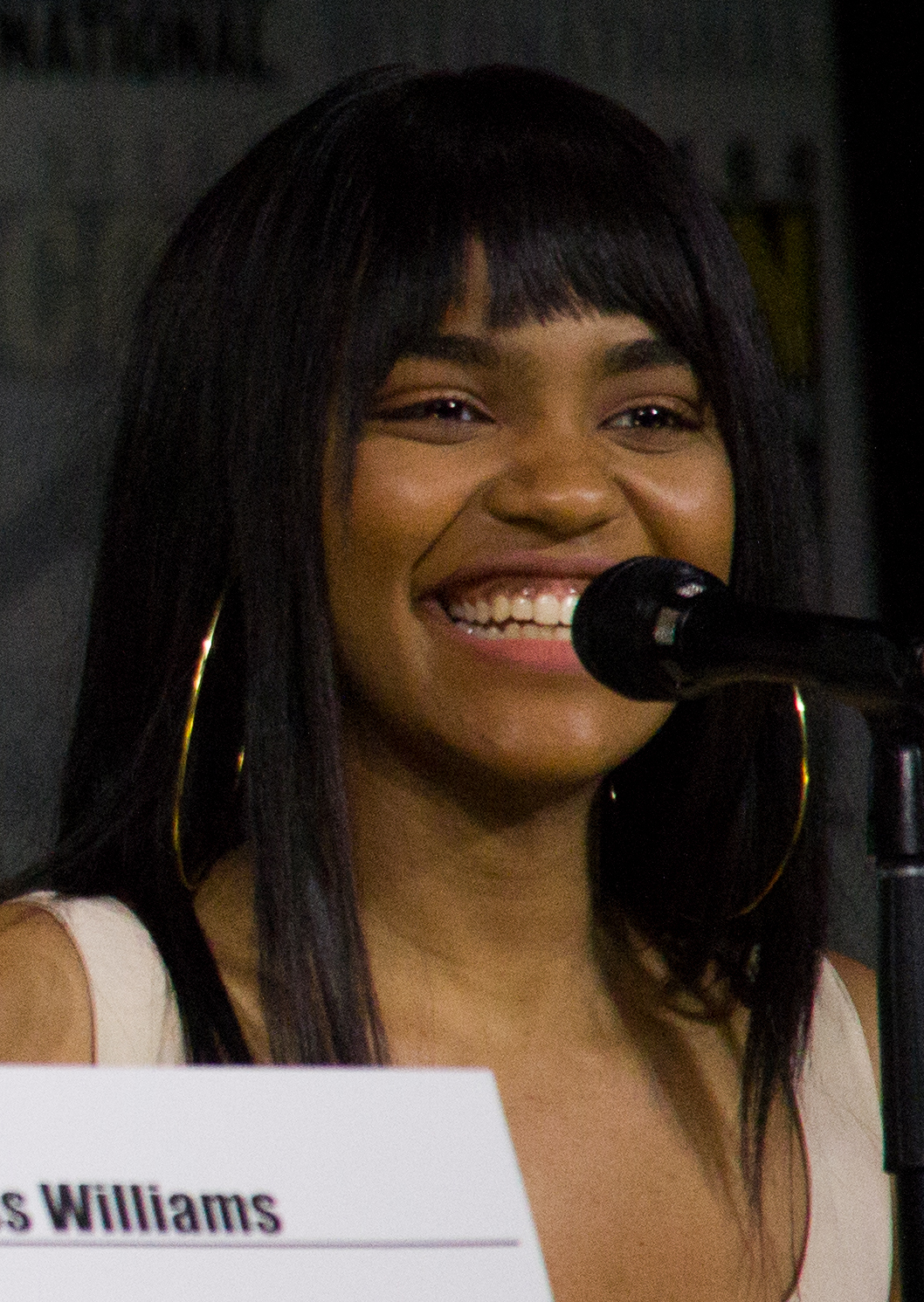
China Anne McClain, 2017

China Anne McClain (* 25. August 1998 in Decatur, Georgia) ist eine US-amerikanische Schauspielerin und Sängerin.

## Leben und Karriere
China Anne McClain wurde im Spätsommer 1998 in der Stadt Decatur im US-Bundesstaat Georgia als jüngste Tochter von Michael McClain, einem Musikproduzenten, Sänger, Songwriter und Toningenieur, und Shontell, einer Sängerin und Songwriterin, geboren. Daneben hat sie auch zwei Schwestern, die beide ebenfalls künstlerisch tätig sind, die rund vier bzw. fünf Jahre ältere Sierra Aylina sowie die rund ein Jahr ältere Lauryn Alisa. Zusammen haben die drei McClain-Mädchen, die sich selbst die „3mcclaingirls“ nennen, bereits eine Single herausgebracht, wobei ihre Eltern maßgeblich an der Produktion beteiligt waren. Des Weiteren hat China Anne McClain einen rund drei Jahre jüngeren Bruder namens Gabriel, der ebenfalls als Schauspieler, Sänger und Tänzer tätig ist. Die Karriere der jungen China Anne McClaine fand ihren eigentlichen Durchbruch bereits im Jahr 2004, als der im Musikbereich tätig Ian Burke, der zuvor bei der American Society of Composers, Authors and Publishers (ASCAP) engagiert war, bei der Familie zum Essen eingeladen war. Dabei sang China Anne einen Song von Spy Kids 2, woraufhin Burke den Regisseur, Produzenten, Drehbuchautor und sporadischen Schauspieler Rob Hardy anrief, der ein junges Mädchen für seinen neuen Film The Gospel suchte. Nachdem McClain wenig später für Hardy vorsprach, wurde sie Monate darauf in den offiziellen Cast des Films aufgenommen, wo sie die nicht unwesentliche Nebenrolle der Alexis übernahm. Im Film sang sie einen von Kirk Franklin geschriebenen Song, der im Februar 2005 in den Doppler Studios produziert bzw. aufgenommen wurde. Auch ihre beiden älteren Schwestern (* 1994 und * 1997) kamen im Film zu einer kleinen Rolle, wo sie im Kindergospelchor zu sehen sind.

### 2005–2009: Tyler Perry’s House of Payne und Gastauftritte
Nach den Erfolgen mit The Gospel kam China Anne, die auch Mitglied der Screen Actors Guild ist, in den Cast von Tyler Perry’s House of Payne. Dort war sie schließlich von 2006 bis 2010 in 50 Folgen in der Rolle der Jazmine Payne zu sehen, wobei sie die Serie zu Beginn von Staffel 5 verließ, jedoch wieder zur sechsten Staffel in den Cast zurückkehrte. 2006 folgte schließlich auch noch eine Rolle in Madea’s Family Reunion, wo sie abermals mit dem Regisseur Tyler Perry zusammenarbeitete. Auch ein Jahr später kam sie in Tyler Perrys Film Daddy’s Little Girls zum Einsatz und spielte dabei auch zum wiederholten Male an der Seite von Idris Elba. Dabei spielte sie ein Mädchen namens China, wobei ihre beiden älteren Schwester auch im Film als die beiden älteren Schwestern von China agieren. Des Weiteren folgte im Jahr 2007 auch eine Rolle im Weihnachtsfilm Weihnachten mit Dennis – Eine schöne Bescherung!, der im englischsprachigen Original unter dem Namen A Dennis the Menace Christmas bekannt ist. 2008 folgte schließlich ein Auftritt im Kurzfilm Six Blcks Wide, wo sie zum wiederholten Male neben ihren beiden ältern Schwestern zu sehen war. Daneben war sie 2008 auch in einer Folge von Jimmy Kimmel Live! sehen, wo sie Natasha Obama, die Tochter von US-Präsident Barack Obama, spielt. In dieser Folge kam auch ihre rund ein Jahr ältere Schwester Lauryn Alisa zum Einsatz, die die Rolle der Malia Ann Obama, der älteren Tochter von Barack und Michelle Obama, übernahm.
2009 folgten schließlich Auftritte in den beiden Filmen Jack and Janet Save the Planet, wo sie eine der Hauptrollen innehatte, und Hurricane Season, wo sie eine ebenso wesentliche Rolle belegte. Des Weiteren war China Anne McClain in diesem Jahr auch in jeweils einer Folge von Hannah Montana und Navy CIS zu sehen.

### Seit 2010: Disney und Musikkarriere
2010 folgten schließlich Einsätze im Film Kindsköpfe und in der Fernsehserie JONAS L.A., wo sie in einer wiederkehrenden Rolle in drei verschiedenen Episoden zum Einsatz kam. Außerdem erhielt sie die Hauptrolle der Chyna Parks in der Fernsehserie A.N.T.: Achtung Natur-Talente, die ihre Premiere nach dem Serienfinale von Zack und Cody an Bord im Jahr 2011 hatte. Die Serie endete nach 62 Episoden im März 2014. Für die Serie nahm McClain mehrere Lieder auf: Neben dem Titelsong Exceptional, coverte sie Dynamite von Taio Cruz und Beautiful von Christina Aguilera. Ihr Song Calling All the Monsters konnte sich auf Platz 86 der Billboard Hot 100 platzieren. Zur Fernsehserie wurde ein gleichnamiger Soundtrack veröffentlicht, auf dem McClain die meisten Lieder sang.
Im Mai/Juni 2014 nahm McClain an der Reality-Show Sing Your Face Off teil, die sie als Gewinnerin verließ. In der Fernsehshow schlüpfte sie in die Haut ihrer prominenteren Musikidole und sang deren Hits. Sie trat unter anderem als Rihanna, Tina Turner, Michael Jackson und Whitney Houston auf. Im selben Jahr war sie in dem Disney Channel Original Movie Albert aus Versehen an der Seite von Kelli Berglund und Marshall Williams zu sehen.
2017 übernahm McClain die Rolle der Uma, die Tochter von Ursula aus Arielle, die Meerjungfrau, in dem Disney-Channel-Original-Movie Descendants 2 sowie die darauffolgende Fortsetzung Descendants 3. Außerdem war sie in drei aufeinanderfolgenden Episoden von K.C. Undercover als Sheena zu sehen.
2018 übernahm McClain die Hauptrolle der Jennifer Pierce in der The-CW-Superheldenserie Black Lightning, die auf dem gleichnamigen Comic basiert.

## Filmografie (Auswahl)
Filme
- 2005: The Gospel
- 2006: Madea’s Family Reunion
- 2007: Daddy’s Little Girls
- 2007: Weihnachten mit Dennis – Eine schöne Bescherung! (A Dennis the Menace Christmas)
- 2008: Six Blocks Wide
- 2009: Jack and Janet Save the Planet
- 2009: Hurricane Season
- 2010: Kindsköpfe (Grown Ups)
- 2013: Kindsköpfe 2 (Grown Ups 2)
- 2014: Albert aus Versehen (How to Build a Better Boy)
- 2017: Ten
- 2017: Descendants 2 – Die Nachkommen (Descendants 2)
- 2018: Blood Brother
- 2019: Descendants 3 – Die Nachkommen (Descendants 3)
- 2020: Hubie Halloween
- 2024: Descendants: The Rise of Red

Serien
- 2006–2023: Tyler Perry’s House of Payne (142 Folgen)
- 2008: Jimmy Kimmel Live! (Folge 6x165)
- 2009: Hannah Montana (Folge 3x08)
- 2009: Navy CIS (NCIS) (Folge 6x18)
- 2010: Jonas L.A. (3 Folgen)
- 2011: Die Zauberer vom Waverly Place (Wizards of Waverly Place, Folge 4x09)
- 2011–2014: A.N.T.: Achtung Natur-Talente (A.N.T. Farm, 62 Folgen)
- 2014: R. L. Stine’s The Haunting Hour (Folge 4x07)
- 2015: Bones – Die Knochenjägerin (Bones, Folge 10x17)
- 2016: The Night Shift (Folge 3x09)
- 2017: K.C. Undercover (3 Folgen)
- 2018–2021: Black Lightning (51 Folgen)
- 2023: 9-1-1: Lone Star (Folge 4x13)

Synchronisation
- 2015–2016: Descendants – Verhexte Welt (Descendants: Wicked World)

## Diskografie

### Singles
| Jahr | Titel Album                         | Höchstplatzierung, Gesamtwochen, AuszeichnungChartplatzierungen (Jahr, Titel, Album, Platzierungen, Wochen, Auszeichnungen, Anmerkungen) | Höchstplatzierung, Gesamtwochen, AuszeichnungChartplatzierungen (Jahr, Titel, Album, Platzierungen, Wochen, Auszeichnungen, Anmerkungen) | Anmerkungen |
| Jahr | Titel Album                         | UK | US | Anmerkungen |
| ---- | ----------------------------------- | --- | --- | --- |
| 2011 | Calling All the Monsters A.N.T Farm | — | US86 Gold · (2 Wo.)US | Erstveröffentlichung: 2. Oktober 2011                                                                                              |
| 2017 | What’s My Name Descendants 2        | UK— SilberUK | US61 Platin · (3 Wo.)US | Erstveröffentlichung: 21. Juli 2017                                                                                                |
| 2019 | Night Falls Descendants 3           | — | US84 Platin · (1 Wo.)US | Erstveröffentlichung: 22. Juli 2019 mit Dove Cameron, Sofia Carson, Booboo Stewart, Cameron Boyce, Thomas Doherty & Dylan Playfair |

Lieder
- Your Biggest Fan (feat. Nick Jonas)
- Dynamite
- Exceptional
- Calling All the Monsters
- My Crush
- Beautiful
- Unstoppable
- Call My Name
- 2017: It’s Goin’ Down (mit Booboo Stewart, Dove Cameron, Cameron Boyce, Sofia Carson, Mitchell Hope, Dylan Playfair & Thomas Doherty, US: Platin)
- 2019: One Kiss (mit Dove Cameron & Sofia Carson, US: Gold)

## Auszeichnungen für Musikverkäufe
| 2× Platin-Schallplatte - Brasilien - 2024: für das Lied What’s My Name |

Anmerkung: Auszeichnungen in Ländern aus den Charttabellen bzw. Chartboxen sind in ebendiesen zu finden.
| Land/RegionAuszeichnungen für Musikverkäufe (Land/Region, Auszeichnungen, Verkäufe, Quellen) | Silber  | Gold     | Platin     | Verkäufe  | Quellen             |
| -------------------------------------------------------------------------------------------- | ------- | -------- | ---------- | --------- | ------------------- |
| Brasilien (PMB)                                                                              | —       | —        | 2× Platin2 | 80.000    | pro-musicabr.org.br |
| Vereinigte Staaten (RIAA)                                                                    | —       | 2× Gold2 | 3× Platin3 | 4.000.000 | riaa.com            |
| Vereinigtes Königreich (BPI)                                                                 | Silber1 | —        | —          | 200.000   | bpi.co.uk           |
| Insgesamt                                                                                    | Silber1 | 2× Gold2 | 5× Platin5 |           |                     |

## Auszeichnungen und Nominierungen
| Tabellarische Übersicht der Auszeichnungen und Nominierungen | Tabellarische Übersicht der Auszeichnungen und Nominierungen | Tabellarische Übersicht der Auszeichnungen und Nominierungen | Tabellarische Übersicht der Auszeichnungen und Nominierungen | Tabellarische Übersicht der Auszeichnungen und Nominierungen |
| Jahr                                                         | Auszeichnung                                                 | Für                                                          | Kategorie                                                    | Resultat                                                     |
| ------------------------------------------------------------ | ------------------------------------------------------------ | ------------------------------------------------------------ | ------------------------------------------------------------ | ------------------------------------------------------------ |
| 2011                                                         | Teen Icon Awards                                             | A.N.T. Farm                                                  | Icon to Tomorrow                                             | Nominiert                                                    |